# Emma nach Mitternacht – Frau Hölle
Frau Hölle ist ein deutscher Fernsehfilm von Torsten C. Fischer aus dem Jahr 2016. Es handelt sich um die zweite Episode der Fernsehreihe Emma nach Mitternacht mit Katja Riemann als die beim Radio nach Mitternacht arbeitende Psychologin Emma Mayer in der Hauptrolle. Der Titel Frau Hölle ist eine Verballhornung des Märchens Frau Holle der Brüder Grimm.

## Handlung
Die sich bislang in der Probezeit befundene Emma Mayer wurde nach ihrem ersten Einsatz, wo sie es mit einer Geiselnahme zu tun hatte, fest als Psychologin beim Radio angestellt und moderiert nun regelmäßig ihre Sendung Emma nach Mitternacht. Diesmal meldet sich eine Anruferin mit dem Namen Katharina Holl. Die Frau hatte sich von zwei Wochen schon einmal gemeldet und hat offensichtlich noch immer Redebedarf. Holl ist in den Medien bekannt als „Frau Hölle“ und gilt allgemein als selbstmordgefährdet. Holl war für die Sicherheitsprüfung einer Schwimmhalle zuständig, deren Dach unter Schneelast einstürzte und dadurch zwölf Hallenbadbesucher, darunter sehr viele Kinder und Jugendliche, ums Leben kamen. Die Psychologin Emma Mayer möchte Holl helfen. Sie trifft sich mit ihr und erfährt, dass in Kürze der Prozess gegen sie beginnt. Emma ist davon überzeugt, dass es Mitverantwortliche für das geschehene Unglück geben muss und die Schuld nicht nur auf einer Prüferin lasten kann. Sie redet Holl zu, dass sie mit ihrer Verantwortung durchaus leben könne, aber nicht für die Schuld der anderen sterben sollte. Besonders belastend ist allerdings, dass die Polizei seinerzeit bei einer Hausdurchsuchung belastendes Material gefunden hatte, woraus hervorging, dass sich Holl hatte „schmieren lassen“, damit sie bei der Prüfung nicht zu genau hinsehen sollte. Emma erscheint das schon mysteriös, denn offensichtlich hat sich da jemand viel Mühe gemacht, die alleinige Schuld auf Holl abzuwälzen.
Emma nutzt eine Golfveranstaltung, um mit den Verantwortlichen des Schwimmhallenprojektes in Kontakt zu kommen. In erster Linie spricht sie mit Bürgermeister Quade und Bauunternehmer Marc Warendorf. Sie redet Warendorf massiv ins Gewissen und macht ihm klar, dass er den Hauptanteil der Schuld tragen würde, denn er hat das Gebäude gebaut und minderwertiges Material eingesetzt. Wenn sich Holl tatsächlich das Leben nehmen sollte, müsste er auch noch mit dieser Schuld leben. Emma findet auch sehr schnell heraus, dass Holl und Warendorf eine Beziehung miteinander hatten. Offensichtlich liebt Holl den Bauunternehmer noch immer und sie würde für ihn sogar ins Gefängnis gehen, doch die Schuld am Tod der Menschen erdrückt sie.
Emma erfährt vom Bürgermeister, dass sich Warendorf der Gefahr des Einsturzes bewusst wurde, als sich die Wetterlage an dem Unglückstag bedrohlich entwickelte. Er hatte ihn sogar angerufen, damit er das Bad schließen sollte. Da Quade das nicht allein entscheiden wollte, hatte er mit allen möglichen Ämtern telefoniert, doch niemand wollte etwas davon hören. Quade hatte allerdings das Gefühl, dass alle etwas wussten. Emma redet ihm zu, vor Gericht die Wahrheit zu sagen und damit nicht noch mehr Schuld auf sich zu laden. So nutzt der Bürgermeister den Radiosender, um von den Geschehnissen und den Umständen des Einsturzes zu berichten. Da auch er die Konsequenzen tragen will, verkündet er öffentlich seinen Rücktritt.

## Nebenhandlung
Emmas Freundin Barbara will auf Emmas Finca in Mallorca ein paar Tage verbringen und trifft bei ihrer Ankunft auf Maxim Ionow, einen jungen Mann, der zuerst vor ihr flieht, später aber zurückkommt, Barbara in seine Gewalt bringt und mit ihr redet. Es stellt sich heraus, dass Maxim Emmas Sohn ist, der bei seinem Vater aufgewachsen ist und seine Mutter nie kennengelernt hat. Er will wissen, wo er Emma finden kann. Barbara gibt ihm daraufhin Emmas Telefonnummer.

## Hintergrund
Frau Hölle wurde vom 16. Juli 2015 bis zum 14. August 2015 gedreht. Als Drehorte dienten unter anderem Baden-Baden sowie Umgebung, Mannheim und auf der balearischen Insel Mallorca. Produziert wurde der Film im Auftrag des SWR von Maran Film. Die Erstausstrahlung erfolgte am 8. Juni 2016 im Rahmen des FilmMittwoch im Ersten zur Hauptsendezeit.

## Rezeption

### Einschaltquote
Die Erstausstrahlung von Frau Hölle am 8. Juni 2016 wurde in Deutschland von 3,82 Millionen Zuschauern gesehen und erreichte einen Marktanteil von 13,3 % für Das Erste.

### Kritiken
Thomas Gehringer von Tittelbach.tv wertete: „Die zweite Episode der neuen ARD-Reihe ‚Emma nach Mitternacht‘ mit Katja Riemann als Radio-Therapeutin ist ein spannendes Drama um Schuld und Verantwortung.“ „Die kommunikative Titelfigur Emma Mayer gewinnt an Profil, hat mehr Bewegungsfreiheit als im ersten Film und verströmt trotz des tragischen Themas viel Lebensfreude. Torsten C. Fischers Film punktet mit erfrischenden Dialogen, einer starken Besetzung sowie buchstäblich märchenhafter Bildgestaltung. Die rätselhafte Geschichte von Emmas Vorleben wird allerdings etwas umständlich fortgesetzt, und das Label ‚unkonventionell‘ klebt der Titelheldin allzu deutlich auf der Stirn.“
Für Kino.de urteilte Tilmann P. Gangloff: „Parallel zu diesem Drama [um die titelgebende Frau Holl] geht auch die persönliche Geschichte von Emma weiter. Wer Teil eins nicht gesehen hat, wird sich allerdings fragen, wer die von Karoline Eichhorn gespielte Frau ist und was sie auf Mallorca macht; die wenigen Bilder aus dem ersten Film, mit denen der zweite beginnt, dienen allenfalls der Erinnerungsauffrischung.“ Dieser zweite Film der Reihe erreicht allerdings „bei weitem nicht die Intensität des ersten“ Teils. „Darstellerisch allerdings ist die Geschichte nicht weniger fesselnd, auch die Dialoge sind ausgezeichnet.“
Die Kritiker der Fernsehzeitschrift TV Spielfilm zeigten mit dem Daumen nach oben. Sie fanden den zweiten Film der Reihe „toll gespielt und ohne einfache Lösungen.“ Das Fazit lautete: „Unkonventioneller Genre-Drahtseilakt“.